# 대전예술의전당

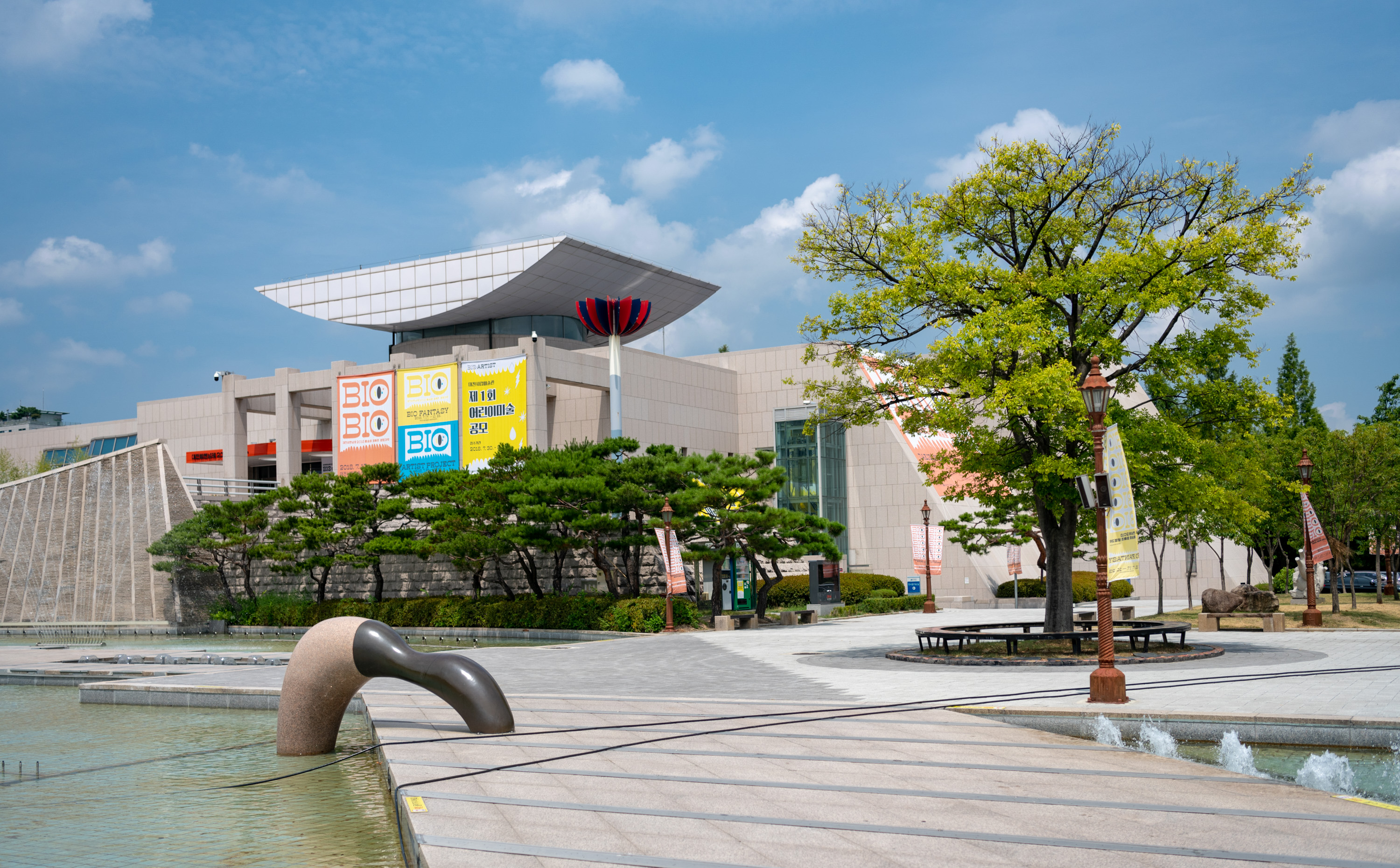
Daejeon Arts Center

대전예술의전당(大田藝術-殿堂)은 대전광역시의 문화예술 창달과 시민의 문화예술 향유기회 확대를 위하여 대전광역시청 산하에 설치된 사업소이다.
관장은 지방서기관이나 지방일반임기제공무원으로 보한다.

## 아트홀
수용인원 1,546석의 객석과 300여명이 동시출연 가능한 무대, 120여명의 오케스트라단원을 수용할 수 있는 피트를 가진 대규모 공연장으로 그랜드 오페라, 발레, 뮤지컬등의 전문공연기능을 효율적으로 수행할 수 있는 종합문화예술 공간이다.

## 앙상블홀
643석의 객석을 보유하고 있으며 150여명의 동시 출연이 가능하다. 반경 10m의 회전이동무대와 60명 규모의 오케스트라피트, 112석 규모의 가변 객석무대와 후무대, 좌측무대로 구성되어 있다.

## 연혁
- 1996년 3월 16일: 착공
- 2003년 7월 10일: 준공
- 2003년 10월 1일: 대전문화예술의전당 개관
- 2003년 11월 22일: 임시 휴관
- 2004년 3월 26일: 재개관
- 2014년 4월 11일: 대전예술의전당으로 기관명칭 변경

## 조직
관장
- 공연기획과
- 무대예술과

## 상주 단체
전당 개관과 함께 대전광역시 소속의 예술단체들이 상주 단체로 입주했다. 대전시립교향악단과 대전 시립 합창단, 대전 시립 청소년 합창단, 대전 시립 무용단 네 단체가 활동 중이다.